# Dicentria trifasciata
Dicentria trifasciata är en fjärilsart som beskrevs av Paul Dognin 1914. Dicentria trifasciata ingår i släktet Dicentria och familjen tandspinnare. Inga underarter finns listade i Catalogue of Life.